# Dobrovice
Dobrovice település Csehországban, a Mladá Boleslav-i járásban. Dobrovice Vinařice, Brodce, Mladá Boleslav, Březno, Němčice, Nepřevázka, Luštěnice, Kosořice, Semčice, Řepov, Strašnov, Kolomuty, Pěčice és Ctiměřice településekkel határos. Lakosainak száma 3647 fő (2024. január 1.).

## Népesség
A település lakosságának változását az alábbi diagram mutatja:
| Lakosok száma | 3054 | 4246 | 4673 | 3521 | 3135 | 2937 | 3398 | 3394 | 3496 | 3647 |
|               | 1869 | 1890 | 1921 | 1950 | 1980 | 2001 | 2017 | 2019 | 2022 | 2024 |